# Virgilio Alterocca
Virgilio Alterocca (Terni, 1º dicembre 1853 – Arrone, 10 agosto 1910) è stato un imprenditore italiano.
È stato uno dei pionieri della cartolina illustrata in Italia e suo principale promotore.

## Biografia
(Virgilio Alterocca)
Le sue fortune sono strettamente collegate al successo di questa produzione avviata nel 1897 presso lo stabilimento tipografico Alterocca (quest'ultimo avviato nel 1877). Nella sua vita ha tuttavia ricoperto molteplici attività, tra cui quella di insegnante, editore, politico nelle file del locale Partito Socialista, nonché benefattore. Al suo nome è infatti collegata la nascita della Scuola Professionale di Terni istituita dietro ad un suo preciso slancio nell'anno 1909, con il contributo del Comune e delle più importanti industrie cittadine. Dal 1886 al 1892 fu inoltre proprietario dell'Arena Gazzoli, oggi conosciuta a Terni come cinema Politeama. Sempre grazie alla sua lungimiranza si deve l'impianto del servizio telefonico in Umbria da lui avviato nel 1887. La passione per la tipografia venne ereditata dal padre Ferdinando, già proprietario di una piccola cartoleria. Fu alla guida del quotidiano L'Annunziatore Umbro Sabino nel periodo 1883-1888. Da segnalare come la prima cartolina fu dedicata alla Cascata delle Marmore. Molte le onorificenze che gli vennero tributate alle esposizioni nei quali espose il proprio campionario. Tra queste, 1893 Berlino, 1894 Milano, 1895 Roma, 1899 Perugia, 1900 Bologna, 1900 Genova, 1900 Gorizia, 1900 Parigi, 1901 Lodi, 1902 Piacenza, 1904 Saint-Louis, 1906 Milano. Il suo gusto estetico si espresse inoltre anche nell'edilizia, allorquando fece commissionare al giovanissimo architetto Cesare Bazzani il nuovo stabilimento in stile liberty lungo la principale strada cittadina. In politica, ricoprì il ruolo di assessore alla pubblica istruzione al comune di Terni, nel periodo compreso tra il 1902 e il 1903. Nel 1908 fu insignito del titolo di Cavaliere del Lavoro dal ministro Francesco Cocco-Ortu.
La sua vita venne a conclusione il 10 agosto 1910 nel paesino di Arrone, vicino alla sua città natale, Terni, stroncata da un tumore allo stomaco.
La morte venne annunciata dall'Unione Liberale, avvertita dalla moglie di Alterocca, Ezelina, e dai figli Renato e Silvia.